# Primavera (Marina Rei)
Primavera è il secondo singolo ad essere estratto da Donna, secondo album della cantante romana Marina Rei nel 1997.

## Descrizione
Il brano è una cover di You to Me Are Everything, brano del gruppo inglese The Real Thing, che ebbe un moderato successo nel 1976, per ritornare in classifica in una versione remixata nel 1986, ottenendo, stavolta, un enorme successo.
In Italia Primavera diventa un vero e proprio tormentone estivo, restando il maggior successo commerciale e uno dei brani più rappresentativi della cantante. Inoltre, la canzone permette a Marina Rei di vincere il Disco per l'estate nel 1997.
Il brano Primavera è stato utilizzato anche in alcune pubblicità, ad esempio nello spot dell'acqua minerale San Benedetto in onda durante l'estate 2009 e nella pubblicità dei supermercati Spaccio e Super Spaccio Alimentare nel 2012, presenti in Sicilia e Calabria fino al 2019, mentre in primavera 2025 la canzone viene utilizzata nella pubblicità di Enel Energia in onda durante la fase serale di Amici 24.

## Videoclip
Il videoclip è una rivisitazione del film Thelma & Louise, in cui compaiono gli attori Margherita Buy e Dario Cassini.

## Classifiche

### Classifiche settimanali
| Posizione | 23 | 10 | - | 28 | 12 | 12 | 16 | 26 | 20 |

### Classifiche di fine anno
| Classifica (1997) | Posizione |
| ----------------- | --------- |
| Italia            | 83        |